# The Tunnel (film 2011)
The Tunnel  è un film del 2011 diretto da Carlo Ledesma in stile falso documentario.

## Trama
Il film alterna interviste ai due protagonisti con il materiale da loro girato.
Nel 2007, il governatore del Nuovo Galles del Sud, per porre fine ad un lungo periodo di siccità, annuncia il progetto di utilizzare come risorsa idrica un enorme lago esistente sotto Sydney e posto al centro di una intricata rete di gallerie sotterranee.
Dopo un po' di tempo, però, il governo fa cadere il silenzio assoluto sul progetto e chiude l'accesso ai tunnel.
Una giornalista, Natasha, pensa che ci sia materiale per un grande scoop, e si convince ancora di più quando su YouTube vede il filmato di tre ragazzi che erano andati nelle gallerie per fare scritte sui muri, e improvvisamente due di loro sembrano scomparire nel buio.
Natasha si convince che bisogna indagare sul posto e con alcuni suoi amici (il produttore Peter, il cameraman Steven e Tangles, tecnico del suono) accede ai tunnel passando per un ingresso periferico.
Illuminati solo dalle luci delle loro apparecchiature, si ritrovano in un vero e proprio labirinto di gallerie, corridoi e stanze abbandonate, che nella seconda guerra mondiale erano state usate come rifugio antiaereo, e fino a tempi recenti erano abitate da barboni.
Quando raggiungono il lago, iniziano il loro servizio, e raggiungono una stanza dove si trova la grossa campana per annunciare gli attacchi aerei, la suonano, ma il suono è così assordante che Tangles decide di registrarlo piazzando il microfono in una stanza attigua, mentre lascia le cuffie a Peter. Natasha suona nuovamente la campana, il cavo del microfono si tende e si spezza improvvisamente.
Gli altri cercano nelle stanze e nelle gallerie l'amico, ma trovano solo pareti sporche di sangue.
Sempre più spaventati, i tre decidono di tornare indietro per chiamare aiuto, vengono raggiunti dalla guardia che comincia a condurli verso l'esterno quando all'improvviso viene assalito e portato via da un mostro.
Cercando una via di uscita, tornano al lago e qui trovano la guardia, ancora viva ma senza gli occhi: proprio allora arriva la creatura che li insegue.
Peter viene afferrato dal mostro, ma quando Steven illumina la scena con la torcia della telecamera, l'essere scappa, dimostrando così di essere sensibile alla luce.
Mentre riprendono il loro vagare e la luce delle torce comincia ad affievolirsi, arrivano a quella che sembra essere la tana del mostro, una grossa stanza con diversi occhi umani per terra; la creatura li assale nuovamente, stordisce Peter, Steven e Natasha.
L'essere trascina la donna al lago e cerca di affogarla, ma arrivano Peter e Steven, che con la luce mettono in fuga il mostro, Steven porta via Natasha mentre Peter resta indietro per coprirli.
I due raggiungono una galleria adiacente alla stazione della metropolitana, vi arriva anche Peter, che deve essere trascinato dagli amici fino alla stazione.
La telecamera di sicurezza della metropolitana riprende la scena, con Peter esanime e Natasha che telefona disperata per chiamare i soccorsi.
Alla fine delle didascalie spiegano che Natasha, afflitta dai sensi di colpa per quanto accaduto, ha lasciato il giornalismo, Steven continua a fare il cameraman, Peter è morto per una emorragia interna mentre il fato di Tangles è ignoto e la sua famiglia continua a cercare notizie.
La polizia ha chiuso il caso e nessun rappresentante della polizia e del governo ha voluto concedere dichiarazioni.

## Sequel
Nel marzo 2012 è stato annunciato il seguito: la pellicola dovrebbe chiamarsi The Tunnel: Dead End, e dovrebbe parlare di una sorella che cerca il proprio fratello scomparso nei tunnel.

## Premi
Ha vinto il premio per i migliori effetti speciali alla Screamfest del 2011.